# ستيف فوكس (مغني)
ستيف فوكس هو مغني وكاتب أغاني كندي، ولد في 24 فبراير 1964.

## وصلات خارجية
- الموقع الرسمي
- ستيف فوكس على موقع IMDb (الإنجليزية)
- ستيف فوكس على موقع ميوزك برينز (الإنجليزية)
- ستيف فوكس على موقع ديسكوغز (الإنجليزية)